# Vitina (Ljubuški)
Pour les articles homonymes, voir Vitina.
Vitina (en cyrillique : Витина) est une localité de Bosnie-Herzégovine. Il est situé dans la municipalité de Ljubuški, dans le canton de l'Herzégovine de l'Ouest et dans la fédération de Bosnie-et-Herzégovine. Selon les premiers résultats du recensement bosnien de 2013, il compte 2 009 habitants.

## Géographie

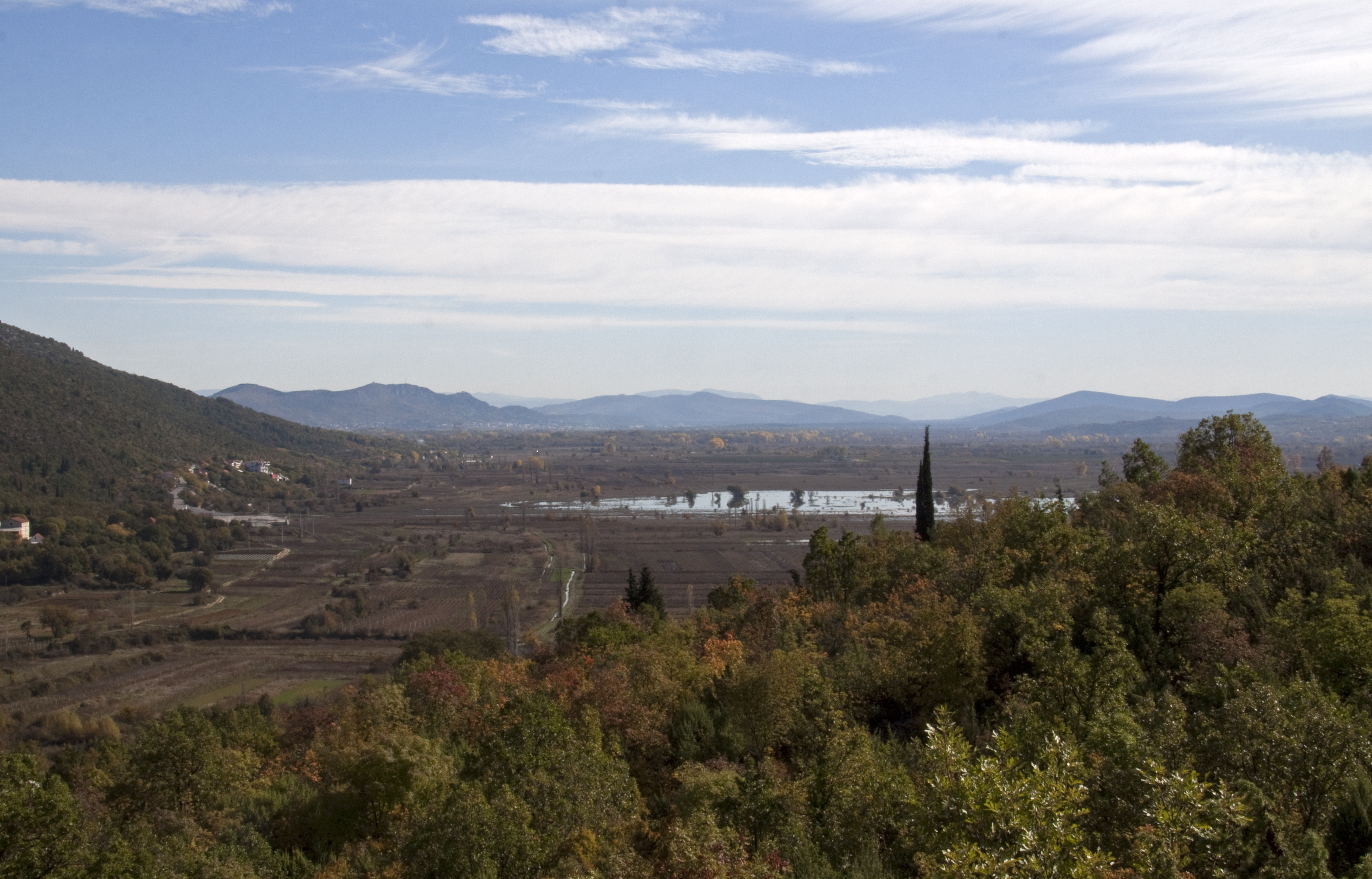
Vue du territoire du village

## Histoire
La mosquée d'Ali-bey Kapetanović a été construite entre 1856 et 1858 ; très endommagée en 1993, elle a été reconstruite en 2009 ; elle est inscrite sur la liste des monuments nationaux de Bosnie-Herzégovine.

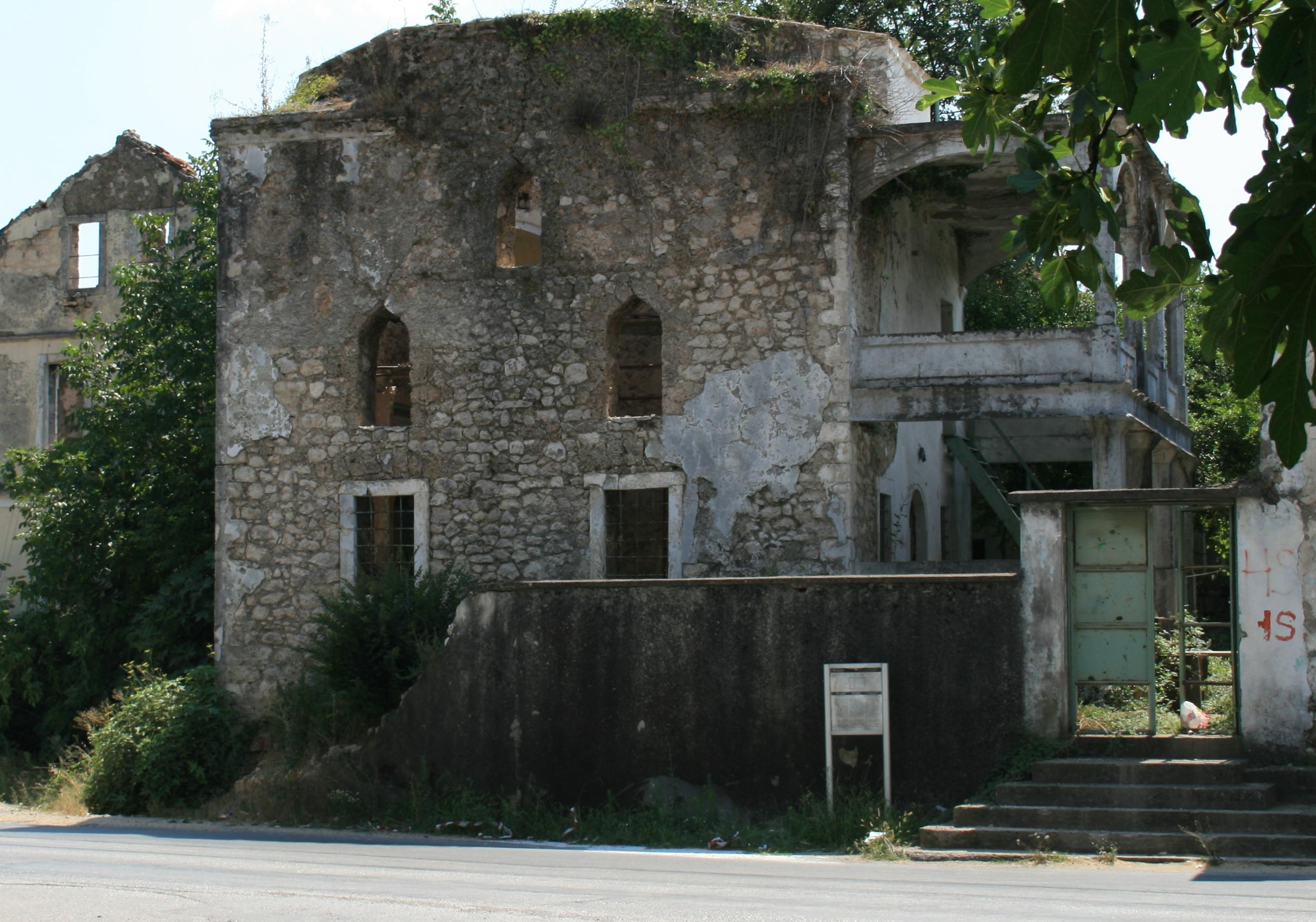
La mosquée avant sa reconstrucion

L'église Saint-Pascal, une église catholique, est elle aussi protégée.

## Démographie

### Évolution historique de la population
| 1948  | 1953  | 1961  | 1971  | 1981  | 1991  | 2013  |
| ----- | ----- | ----- | ----- | ----- | ----- | ----- |
| 1 939 | 1 974 | 1 975 | 2 127 | 2 108 | 2 154 | 2 009 |

|  |

### Communauté locale
En 1991, la communauté locale de Vitina comptait 3 574 habitants, répartis de la manière suivante :